# Mopsea flabellum
Mopsea flabellum is een zachte koraalsoort uit de familie Isididae. De koraalsoort komt uit het geslacht Mopsea. Mopsea flabellum werd in 1889 voor het eerst wetenschappelijk beschreven door Wright & Studer. 